# Île du Port (îles Kerguelen)
Pour les articles homonymes, voir Île du Port.
L'île du Port est une île française de l'océan Indien située au nord de la Grande Terre de l'archipel des Kerguelen. Elle est abritée par la baie du Hillsborough, une baie formée par la presqu'île Joffre au nord-ouest, les contreforts du glacier Ross au sud-ouest et la côte nord-ouest de la péninsule Courbet au sud-est.
L'île du Port culmine à 340 mètres d'altitude.
On trouve la première mention de son nom sur la carte de Rhodes en 1799.

## Sources
- Carte de l'archipel des Kerguelen, Géoportail.
- Tableau général de la France outre-mer, Maison de la Géographie.